# Heteropoda
Heteropoda – rodzaj pająków z rodziny spachaczowatych. Stawonogi te zamieszkują głównie tropikalne rejony Azji i Australii. Jednak przynajmniej jeden gatunek, Heteropoda venatoria, cechuje się występowaniem kosmopolitycznym. Natomiast Heteropoda variegata zamieszkuje basen Morza Śródziemnego.
Pająki te łapią, a następnie pożerają owady. W badaniu laboratoryjnym osobniki jednego z dwóch gatunków występujących na Borneo atakowały i następnie zjadały podsuwane im w płytkich naczyniach z wodą ryby i kijanki żab. H. venatoria znany jest z żywienia się skorpionami i nietoperzami.
Największy przedstawiciel rodzaju prawdopodobnie osiąga również największe rozmiary w całej rodzinie. Jest to Heteropoda maxima, osiągająca długość około 4,6 cm oraz rozpiętość odnóży do 30 cm.

## Gatunki
W roku 2006 wyróżniano między 180 a 190 gatunków. Klasyfikacja wymaga jednak badań taksonomicznych i rewizji.
W rodzaju umieszcza się następujące gatunki:
| - Heteropoda acuta Davies, 1994 - Heteropoda aemulans Bayer & Jäger, 2009 - Heteropoda afghana Roewer, 1962 - Heteropoda alta Davies, 1994 - Heteropoda altmannae Jäger, 2008 - Heteropoda altithorax Strand, 1907 - Heteropoda amphora Fox, 1936 - Heteropoda analis Thorell, 1881 - Heteropoda andamanensis Tikader, 1977 - Heteropoda annulipoda Strand, 1911 - Heteropoda armillata (Thorell, 1887) - Heteropoda atollicola Pocock, 1904 - Heteropoda atriventris Chrysanthus, 1965 - Heteropoda aulica (L. Koch, 1878) - Heteropoda aureola He & Hu, 2000 - Heteropoda badiella Roewer, 1951 - Heteropoda bellendenker Davies, 1994 - Heteropoda belua Jäger, 2005 - Heteropoda beroni Jäger, 2005 - Heteropoda bhaikakai Patel & Patel, 1973 - Heteropoda bhattacharjeei Saha & Raychaudhuri, 2007 - Heteropoda bimaculata Thorell, 1878 - Heteropoda binnaburra Davies, 1994 - Heteropoda bivittata Thorell, 1877 - Heteropoda boiei (Doleschall, 1859) - Heteropoda bonthainensis Merian, 1911 - Heteropoda borneensis (Thorell, 1890) - Heteropoda boutani (Simon, 1906) - Heteropoda bulburin Davies, 1994 - Heteropoda buxa Saha, Biswas & Raychaudhuri, 1995 - Heteropoda camelia Strand, 1914 - Heteropoda cavernicola Davies, 1994 - Heteropoda cervina (L. Koch, 1875) - Heteropoda chelata (Strand, 1911) - Heteropoda chengbuensis Wang, 1990 - Heteropoda christae Jäger, 2008 - Heteropoda conwayensis Davies, 1994 - Heteropoda cooki Davies, 1994 - Heteropoda cooloola Davies, 1994 - Heteropoda crassa Simon, 1880 - Heteropoda crediton Davies, 1994 - Heteropoda cyanichelis Strand, 1907 - Heteropoda cyanognatha Thorell, 1881 - Heteropoda cyperusiria Barrion & Litsinger, 1995 - Heteropoda dagmarae Jäger & Vedel, 2005 - Heteropoda dasyurina (Hogg, 1914) - Heteropoda davidbowie Jäger, 2008 - Heteropoda debalae Biswas & Roy, 2005 - Heteropoda debilis (L. Koch, 1875) - Heteropoda denticulata Saha & Raychaudhuri, 2007 - Heteropoda distincta Davies, 1994 - Heteropoda duan Jäger, 2008 - Heteropoda elatana Strand, 1911 - Heteropoda eluta Karsch, 1891 - Heteropoda emarginativulva Strand, 1907 - Heteropoda ernstulrichi Jäger, 2008 - Heteropoda erythra Chrysanthus, 1965 - Heteropoda eungella Davies, 1994 - Heteropoda fabrei Simon, 1885 - Heteropoda fischeri Jäger, 2005 - Heteropoda flavocephala Merian, 1911 - Heteropoda furva Thorell, 1890 - Heteropoda garciai Barrion & Litsinger, 1995 - Heteropoda gemella Simon, 1877 - Heteropoda goonaneman Davies, 1994 - Heteropoda gordonensis Davies, 1994 - Heteropoda gourae Monga, Sadana & Singh, 1988 - Heteropoda graaflandi Strand, 1907 - Heteropoda grooteeylandt Davies, 1994 - Heteropoda gyirongensis Hu & Li, 1987 - Heteropoda hainanensis Li, 1991 - Heteropoda hampsoni Pocock, 1901 - Heteropoda helge Jäger, 2008 - Heteropoda hermitis (Hogg, 1914) - Heteropoda hildebrandti Jäger, 2008 - Heteropoda hillerae Davies, 1994 - Heteropoda hippie Jäger, 2008 - Heteropoda hirsti Jäger, 2008 - Heteropoda holoventris Davies, 1994 - Heteropoda homstu Jäger, 2008 - Heteropoda hosei Pocock, 1897 - Heteropoda hupingensis Peng & Yin, 2001 - Heteropoda ignichelis (Simon, 1880) - Heteropoda imbecilla Thorell, 1892 - Heteropoda jacobii Strand, 1911 - Heteropoda jaegerorum Jäger, 2008 - Heteropoda jasminae Jäger, 2008 - Heteropoda javana (Simon, 1880) - Heteropoda jiangxiensis Li, 1991 - Heteropoda jugulans (L. Koch, 1876) - Heteropoda kabaenae Strand, 1911 - Heteropoda kalbarri Davies, 1994 - Heteropoda kandiana Pocock, 1899 - Heteropoda kobroorica Strand, 1911 - Heteropoda kuekenthali Pocock, 1897 - Heteropoda kuluensis Sethi & Tikader, 1988 - Heteropoda laai Jäger, 2008 - Heteropoda languida Simon, 1887 - Heteropoda lashbrooki (Hogg, 1922) - Heteropoda laurae Jäger, 2008 - Heteropoda lentula Pocock, 1901 - Heteropoda leprosa Simon, 1884 - Heteropoda leptoscelis Thorell, 1892 | - Heteropoda lindbergi Roewer, 1962 - Heteropoda listeri Pocock, 1900 - Heteropoda loderstaedti Jäger, 2008 - Heteropoda longipes (L. Koch, 1875) - Heteropoda lunula (Doleschall, 1857) - Heteropoda luwuensis Merian, 1911 - Heteropoda malitiosa Simon, 1906 - Heteropoda manni (Strand, 1906) - Heteropoda marillana Davies, 1994 - Heteropoda martinae Jäger, 2008 - Heteropoda martusa Jäger, 2000 - Heteropoda maxima Jäger, 2001 - Heteropoda mecistopus Pocock, 1898 - Heteropoda mediocris Simon, 1880 - Heteropoda meriani Jäger, 2008 - Heteropoda merkarensis Strand, 1907 - Heteropoda meticulosa Simon, 1880 - Heteropoda minahassae Merian, 1911 - Heteropoda mindiptanensis Chrysanthus, 1965 - Heteropoda modiglianii Thorell, 1890 - Heteropoda monroei Davies, 1994 - Heteropoda montana Thorell, 1890 - Heteropoda monteithi Davies, 1994 - Heteropoda mossman Davies, 1994 - Heteropoda murina (Pocock, 1897) - Heteropoda muscicapa Strand, 1911 - Heteropoda nagarigoon Davies, 1994 - Heteropoda natans Jäger, 2005 - Heteropoda nebulosa Thorell, 1890 - Heteropoda nicki Strand, 1915 - Heteropoda nicobarensis Tikader, 1977 - Heteropoda nigriventer Pocock, 1897 - Heteropoda nilgirina Pocock, 1901 - Heteropoda ninahagen Jäger, 2008 - Heteropoda nirounensis (Simon, 1903) - Heteropoda nobilis (L. Koch, 1875) - Heteropoda novaguineensis Strand, 1911 - Heteropoda nyalama Hu & Li, 1987 - Heteropoda obtusa Thorell, 1890 - Heteropoda ocyalina (Simon, 1887) - Heteropoda onoi Jäger, 2008 - Heteropoda pakawini Jäger, 2008 - Heteropoda panaretiformis Strand, 1906 - Heteropoda parva Jäger, 2000 - Heteropoda pedata Strand, 1907 - Heteropoda phasma Simon, 1897 - Heteropoda pingtungensis Zhu & Tso, 2006 - Heteropoda planiceps (Pocock, 1897) - Heteropoda plebeja Thorell, 1887 - Heteropoda pressula Simon, 1886 - Heteropoda procera (L. Koch, 1867) - Heteropoda raveni Davies, 1994 - Heteropoda regalis (Roewer, 1938) - Heteropoda reinholdae Jäger, 2008 - Heteropoda renibulbis Davies, 1994 - Heteropoda richlingi Jäger, 2008 - Heteropoda robusta Fage, 1924 - Heteropoda rosea Karsch, 1879 - Heteropoda rubra Chrysanthus, 1965 - Heteropoda rufognatha Strand, 1907 - Heteropoda rundle Davies, 1994 - Heteropoda ruricola Thorell, 1881 - Heteropoda sarotoides Järvi, 1914 - Heteropoda sartrix (L. Koch, 1865) - Heteropoda schlaginhaufeni Strand, 1911 - Heteropoda schwalbachorum Jäger, 2008 - Heteropoda schwendingeri Jäger, 2005 - Heteropoda sexpunctata Simon, 1885 - Heteropoda shillongensis Sethi & Tikader, 1988 - Heteropoda signata Thorell, 1890 - Heteropoda silvatica Davies, 1994 - Heteropoda simplex Jäger & Ono, 2000 - Heteropoda speciosus (Pocock, 1898) - Heteropoda spenceri Davies, 1994 - Heteropoda spinipes (Pocock, 1897) - Heteropoda spurgeon Davies, 1994 - Heteropoda squamacea Wang, 1990 - Heteropoda steineri Bayer & Jäger, 2009 - Heteropoda straminea Kundu, Biswas & Raychaudhuri, 1999 - Heteropoda strandi Jäger, 2002 - Heteropoda strasseni Strand, 1915 - Heteropoda striata Merian, 1911 - Heteropoda striatipes (Leardi, 1902) - Heteropoda submaculata Thorell, 1881 - Heteropoda subplebeia Strand, 1907 - Heteropoda subtilis Karsch, 1891 - Heteropoda sumatrana Thorell, 1890 - Heteropoda teranganica Strand, 1911 - Heteropoda tetrica Thorell, 1897 - Heteropoda thoracica (C.L. Koch, 1845) - Heteropoda tokarensis Yaginuma, 1961 - Heteropoda truncus (McCook, 1878) - Heteropoda udolindenberg Jäger, 2008 - Heteropoda uexkuelli Jäger, 2008 - Heteropoda umbrata Karsch, 1891 - Heteropoda variegata (Simon, 1874) - Heteropoda veiliana Strand, 1907 - Heteropoda venatoria (Linnaeus, 1767) - Heteropoda vespersa Davies, 1994 - Heteropoda warrumbungle Davies, 1994 - Heteropoda warthiana Strand, 1907 - Heteropoda willunga Davies, 1994 - Heteropoda zuviele Jäger, 2008 |